# Цераський Вітольд Карлович
Вітольд Карлович Цераский (рос. Витольд Карлович Цераский; 27 квітня (9 травня) 1849, Слуцьк — 29 травня 1925) — російський астроном, член-кореспондент Петербурзької АН (з 1914).

## Біографія
Батько Вітольда Цераського був викладачем географії Слуцької гімназії, литвин (білорус) за походженням. Дитинство Вітольда пройшло в оточенні друзів батька педагогів гімназії, і прищепило йому любов до математики, природи, літератури та мистецтва. Поява в 1858 році яскравої комети Донаті пробудило у дев'ятирічного Вітольда інтерес до астрономії. Під час навчання в гімназії він провів свої перші астрономічні спостереження за допомогою невеликої труби фізичного кабінету.
У 1867 році Цераський закінчив гімназію і, незважаючи на важке матеріальне становище родини у зв'язку зі смертю батька, поїхав до Москви і вступив на фізико-математичний факультет Московського університету. На четвертому курсі він отримав Золоту медаль за твір на тему: «Обчислення еліптичної орбіти Марса за трьома спостереженнями», після чого йому було запропоновано місце понадштатного обчислювача і кімнату при обсерваторії.
Після закінчення курсу в 1871 році він був залишений при університеті і призначений понадштатним асистентом в астрономічну обсерваторію; у 1878 році був призначений на посаду астронома-спостерігача. У 1883 році отримав ступінь магістра за роботу «Про визначення блиску білих зірок» і став викладати в університеті. З 1888 року, після захисту докторської дисертації «Астрономічний фотометр і його застосування» — професор. З 1891 року — завідувач Московської університетської обсерваторії. У 1891—1903 роках він здійснив перебудову обсерваторії, оснастив її новим сучасним обладнанням.
У 1901 році Цераський входив до складу комісії, обраної Радою Московського університету для розгляду питань про необхідні перетвореннях в університетах, в 1904—1905 роках в дуже складній обстановці він очолював комісію Ради у справах студентських установ; він дуже гостро відреагував на розгром Московського університету, здійснений міністром Кассо в 1911 році.
Вітольд Цераський — один з піонерів застосування фотографії в астрономії, заснував московську школу астрофотометрії. У 1887 році побудував фотометр (на основі фотометра Целльнера), з яким виконав ряд досліджень — визначив зоряні величини і склав каталоги зірок в біляполярних області, в скупченнях h і χ Персея і у Волоссі Вероніки; в 1903 році оригінальним способом визначив видиму зоряну величину Сонця. У 1895 році на основі дослідів з плавленням металів у фокусі увігнутого дзеркала Цераський вперше встановив нижню межу температури Сонця в 3500°С. Спільно зі своєю дружиною Лідією організував у Московській обсерваторії систематичні пошуки і вивчення змінних зірок фотографічним шляхом, розпочаті в 1895 році на сконструйованому ним короткофокусному ширококутному астрографі.
У 1885 році відкрив нічні світні, так звані сріблясті хмари, спостерігав їх у 1885—1892 роках, визначив їхню середню висоту[4]. Запропонував аналітичний спосіб визначення координат метеорного радіанта і метод визначення кутової швидкості метеорів. Удосконалив ряд астрономічних приладів — винайшов окуляр, зручний для детального вивчення сонячних плям; сконструював касету для отримання на геліографі знімків в певному масштабі, спеціальний геліометр для вимірювання величини стиснення Сонця.
Вітольд Карлович Цераський був членом Московського математичного товариства та почесним членом Московського товариства випробувачів природи. Поряд з викладацькою роботою в університеті він активно виступав з публічними лекціями в Політехнічному і Історичному музеях перед учнями гімназій і шкіл. Безліч його статей, присвячених популяризації астрономічних знань, було опубліковано в журналах «Мир Божий», «Русская мысль», «Научное слово», «Русский астрономический календарь».
Філософські погляди Цераського найповніше виражені в одній з його статей, «Астрофотографічні роботи Московської обсерваторії» в журналі «Російський астрономічний календар» на 1902:
|  | Зоряне небо, біологічні явища в тісних межах Землі і духовна діяльність в нас самих, разом узятих, породжує поняття про Всесвіт, хоча неясне і найвищою мірою неповне... Але нескінченність доступна спогляданню людини лише в зоряному небі, притому ж являється в ньому дійсно, а не як гіпотеза, і припущення, а звідси вже поняття про неї законним і необхідним чином поширюється на сукупність життєвих і інших процесів в природі. |

Він вкрай різко висловлювався про богословів, які "роздають прокльони і доводять, що тільки їхні послідовники потраплять в царство Боже, всі інші засуджені на загибель.
Під час японсько-російської війни, в своїх щоденникових записах Цераський так торкався теми патріотизму:
|  | Російський патріотизм існує, він навіть дуже щирий і великий, але він ще в елементарній формі. Потрібно, щоб отечеству загрожувала небезпека, більша страшна небезпека, і тисячі, десятки тисяч людей підуть на смерть рятувати Батьківщину. У мирний і звичайний час російський патріотизм перетворюється в негативне почуття переслідування інших. |

Про патріотизм Цераского свідчить і його співчуття вимушеному від'їзду з Російської імперії видатних вчених: Іллі Мечникова, Густава Таммана і Германа Струве.
На честь Цераського названа мала планета 807 Ceraskia.
Похований на Ваганьковському кладовищі у Москві.